# Ghaẕbān
Ghaẕbān (persiska: غضبان, ‘Ashīreh-ye Qazbān) är en ort i Iran.   Den ligger i provinsen Khuzestan, i den västra delen av landet, 600 km sydväst om huvudstaden Teheran. Ghaẕbān ligger 22 meter över havet och antalet invånare är 218.
Terrängen runt Ghaẕbān är mycket platt.Runt Ghaẕbān är det ganska tätbefolkat, med 144 invånare per kvadratkilometer. Närmaste större samhälle är Ḩamīdīyeh, 4,2 km norr om Ghaẕbān. Trakten runt Ghaẕbān består till största delen av jordbruksmark.